# 金熊猴屬
金熊猴屬（学名：Arctocebus），靈長目懶猴科的一屬，包括两種，产于热带非洲地区。体长在22-30厘米之间，几乎没有尾巴。体重最多仅500克。毛发为黄褐或金色。
独居，白天活动，树栖。金熊猴一般生活在矮灌木以及森林的低地。大多数时间都躲在树叶丛中。和所有懒猴一样，它们行动非常缓慢。
食性以昆虫为主，偶尔也吃水果。
孕期130天，每胎产一仔。幼仔出生初期主要抱在母亲的腹部，断奶期为三到四个月，六个月后离开母亲生活，八到十个月完全成熟。平均寿命约为13年。